# Pedinopistha longula
Pedinopistha longula là một loài nhện trong họ Philodromidae.
Loài này thuộc chi Pedinopistha. Pedinopistha longula được Eugène Simon miêu tả năm 1900.